# Медицински експерименти нациста
Сам Холокауст представља геноцид над различитим групама људи за време Другог светског рата од стране Нацистичке Немачке и њених савезника. Најсмртоноснију фазу Холокауста представља Коначно решење Јеврејског питања. Иако су масовна убиства Јевреја, Рома, Словена, политичких противника и других, започела много раније, тек након потпуне примене планова за Коначно решење 1942, изграђени су први логори смрти у којима су спровођени најсуровији геноциди. Уз подршку немачког вође, Адолфа Хитлера, оснивач и главни архитекта плана био је Хајнрих Химлер.
Поред масовних убистава, у концентрационим логорима вршени су такозвани медицински експерименти нациста. Ови експерименти вршени су на великом броју затвореника, који су били приморани да учествују и нису имали представу о томе шта их чека. Коначни исход је у највећем броју случаја била смрт, трајни поремећаји, парализе итд.
Експерименти су служили као помоћ у лечењу и тестирању издржљивости немачких војника у разним околностима, како би се унапредило и развило ново оружје, као и у развоју технике.

## Експерименти
Експерименти су обухватали три основне групе истраживања, у зависности од њихове сврхе:
- Медицинско-војна истраживања
- Расно мотивисани експерименти
- Ад хок експерименти

### Медицинско-војна истраживања
Многи немачки лекари, сматрали су ову врсту експеримената веома корисном. Служила су како би се утврдила издржљивост немачких војника у разним околностима с којима су се у то време сусретали. Људи који су били приморани да учествују у овим истраживањима, пролазили су кроз највеће медицинске тортуре.
Неки од ових експеримената били су:

#### Експерименти високих надморских висина
Овај експеримент је започет први пут у концентрационом логору Дахау, почетком 1942. години. Сигмунд Рашер, немачки доктор, је за главни циљ имао откривање најбољег начина за спашавање пилота с великих надморских висина. Суштина експеримента је била подвргавање људи ниском атмосферском притиску, без обзира на то да ли они имају боцу с кисеоником или не. 
Како би симулирао велике надморске висине од преко 20.000м, Рашер је користио декомпресиону комору. Чак је и појединим жртвама сецирао мозак како би утврдио разлог декомпресионе болести. Тестирао је око 200 затвореника од чега је 80 умрло у току истраживања, док су остале стрељали.

#### Експерименти замрзавања[8]
Експеримент је служио како би се открило колико дуго немачки пилоти, који су бивали потопљени, могу преживети у Северном мору. 
Рашер је покушавао да створи услове сличне онима у Северном мору, а потом би затворенике потапао и држао у леденој води све док не би умрли од хладноће, у просеку око 5 сати. За то време друга група голих затвореника била је изложена температурама ваздуха мањим од -6 °C. Умрло је око 300 затвореника, а скоро трећина је умрла истог тренутка од шока.

#### Експерименти питкости морске воде
У периоду од јула 1942. до септембра 1943, ову врсту испитивања вршио је доктор Ханс Епингер, такође у логору Дахау. Затвореници су добијали искључиво морску воду, као једину течност за пиће. Овај експеримент је углавном вршен на Ромима, који би на крају бивали толико дехидрирани да су лизали свеже опране подове, како би дошли до капи воде. Поента експеримента је била у томе да се утврди какве поремећаје или чак и смрт изазива морска вода у периоду од 4 до 12 дана.

#### Експерименти са туберкулозом[11]
Нацистички доктори су желели да утврде да ли постоји било који природни имунитет који је отпоран на туберкулозу, а потом су хтели да развију вакцину против ове болести. Затвореницима су убризгаване живе бактерије туберкулозе у плућа, како би они сами развили имунитет против ове болести, међутим безуспешно. Доктор Хајсмајер је, неколицини Јеврејске деце, секао лимфне жлезде на рукама, а потом су била обешена у Буленхаусеровој брани. Око 200 затвореника је изгубило живот у току овог експеримента.

#### Експерименти пресађивања костију, мишића и нерава[12]
Истраживање је вршено у концентрационом логору Равензбрик у периоду од краја 1942. све до краја 1943. Нацистички доктори су покушавали да изврше разне трансплантације с једне особе на другу, како би помогли немачкој армији. Сви ови захвати, вршени су на затвореницима без анестезије. Беспомоћни људи би умирали у великим боловима, од шока, или би остајали трајно парализовани.
- Масовна гробница у логору Берген-Белзен
- Тела затвореника у логору Гусен.
- Ослобођење Берген-Безелна, 1945.

### Расно мотивисани експерименти
Главни циљ ове групе експеримената био је стварање аријевске расе у највећем могућем броју. Неки од експеримената које су изводили немачки лекари били су:

#### Експеримент на близанцима
Један од најпознатијих и најбруталнијих експеримената био је управо експеримент на идентичним близанцима које је вршио познати доктор Јозеф Менгеле у Аушвицу. Менгеле је веровао да овим експериментима може доћи до решења за умножавање аријевске расе. Он је био опседнут нацистичком идеологијом о постојању само једне расе и веровао је да може открити на који начин да повећа број рођене деце у току једног порођаја. Он је разврставао близанце по полу и годинама, а потом би им убризгавао различите инјекције у очи у покушају да дође до промене боје очију или би дословно спајао близанце покушавајући да добије сијамске близанце. Од око 1000 парова близанаца, само 200 је преживело.

#### Експерименти са стерилизацијом
Поред тога што је вршена стерилизација људи који су оболели од разних болести као што су: шизофренија, слепило, психички поремећаји, глувоће као и других болести, стерилисано је око 400.000 затвореника. Стерилизације је углавном вршио доктор Карл Клауберг. Он је за циљ имао да развије најлакши и најјефтинији метод стерилизације. Нацисти су желели да примене овај метод на милионима “нежељених” затвореника. Жене у Аушвицу су стерилисане разним инјекцијама које су садржале сребро-нитрат и јод, међутим убризгавање ових инјекција је довело до јаких болова, крварења као и сепси у желуцу и рака. 
Младићима су углавном тестисе подвргли великим радијацијама, од којих би они били потпуно стерилни, али и ово је као последицу имало мноштво оболелих од страшних опекотина.

#### Експерименти вештачке оплодње
Експеримент је започео немачки доктор Карл Клауберг у лабораторији Блок 10, у Аушвицу. Преко 300 жена, углавном које нису имале децу, било је приморано на проституцију са затвореницима које је Клауберг бирао. Он би им након успешне оплодње говорио како су оплођене животињском спермом, што је психички убијало жене. Највећи број жена је извршило самоубиство након оваквог мучења.

#### Збирка Јеврејских лешева
Аугуст Хирт, немачки доктор и професор анатомије, желео је да створи велику колекцију лешева, лобања и осталих делова тела Јевреја. Планирао је да отвори музеј у ком би били изложени ови посмртни остаци. Затвореници су изгладњивани, убијани, мучени и сакаћени. Око 120 особа је угушено плином, а неколицина која би преживела ово мучење убијена је у логорима смрти по повратку.

### Ад хок експерименти
У циљу нових научних сазнања о последицама коришћења отрова и разног оружја, немачки научници су на различите начине масовно тровали затворенике и наносили им разне повреде.

#### Експеримент с отровима
У логору Бухенвалд, научници су увели инјекције бензена и цијанида на многим затвореницима, како би установили брзину умирања. Такође су отрови убацивани у храну, а негде у септембру 1944. увели су отровне метке којима би ранили људе. Били су изложени страшним боловима и на крају би углавном умирали.

#### Експеримент рањавања
Највећи број немачких војника је умирао од крварења на бојном пољу. Када је Химлер то открио, наређено је да се открије лек којим би дошло до згрушавања крви. Рашер је вршио истраживање тако што би ампутирао делове тела, без анестезије, свесним затвореницима. Тестирао је патентирани коагулант тако што би посматрао количину крви која искапа. Ако би му требало још крви, пуцао би им у остале делове тела. Ампутиране делове су покушавали да пресаде на друге жртве.

## Доктори холокауста[18]
Неки од најпознатијих доктора холокауста били су:

### Ариберт Хајм
Доктор Хајм је специјализовао у производњи умањених људских глава. Неке од њих послао је патолошком музеју у Гусену, а остале су, његови пријатељи и он, користили као држаче папира. Поред овог, Хајм је вршио многе приватне експерименте.

### Марија Мандел
Била је задужена за бирање затвореника који су били послати у плинске коморе и које су користили у разним експериментима. Овављала је дужност шефа женског логора у Аушвицу. Била је позната као „Звер“. Осуђена је на смрт 1947. године.

### Херта Оберхаузер
Херта Оберхаузер је убијала затворенике различитим инјекцијама, сакаћењем, вађењем органа и слично. На ране које им је правила, трљала је комадиће стакла и пиљевину. Иако је осуђена на 20 година затвора, пуштена је много раније, а тек 1960. јој је одузета докторска лиценца.

### Карл Клауберг
Професор Клауберг је био задужен углавном за експерименте стерилизације у Аушвицу. Он је за циљ имао да изврши што више стерилизација у што краћем року, што би помогло у борби против непријатеља.

### Јозеф Менгеле
Један од најпознатијих доктора у концентрационом логору Аушвиц. Био је проглашен за главног лекара. Највише се залагао за експерименте на патуљцима и близанцима. Он је спајао близанце и покушавао да створи сијамске близанце. У највећем броју деца су умирала од различитих инфекција. 
Такође је велики број деце слао у плинске коморе, излагао их разним зрачењима, а такође их је убијао убризгавањем различитих хемикалија. Доказе о овим злочинима дала је неколицина људи који су преживели. 
По завршетку рата, побегао је у Јужну Америку, где је наставио вршити експерименте на близанцима. Умро је 1979. тако што се удавио услед можданог удара. Тек 1992. утврђен је идентитет.

## Послератни период
По завршетку рата, многим нацистичким лекарима је суђено на Докторском суђењу пред Међународним војним судом у Нирнбергу. На овом суђењу, изнети су сви докази о нехуманим експериментима и злочинима, који су вршени у концентрационим логорима широм Немачке. Неки од њих су осуђени на смрт, али неколицина је ослобођена свих оптужби. Иако је опште познато колико су нехумани били сви експерименти који су вршени, већина добијених резултата истраживања, као и књиге које су писали нацистичких лекари, се примењују у данашњој медицини.